# イベリコ豚

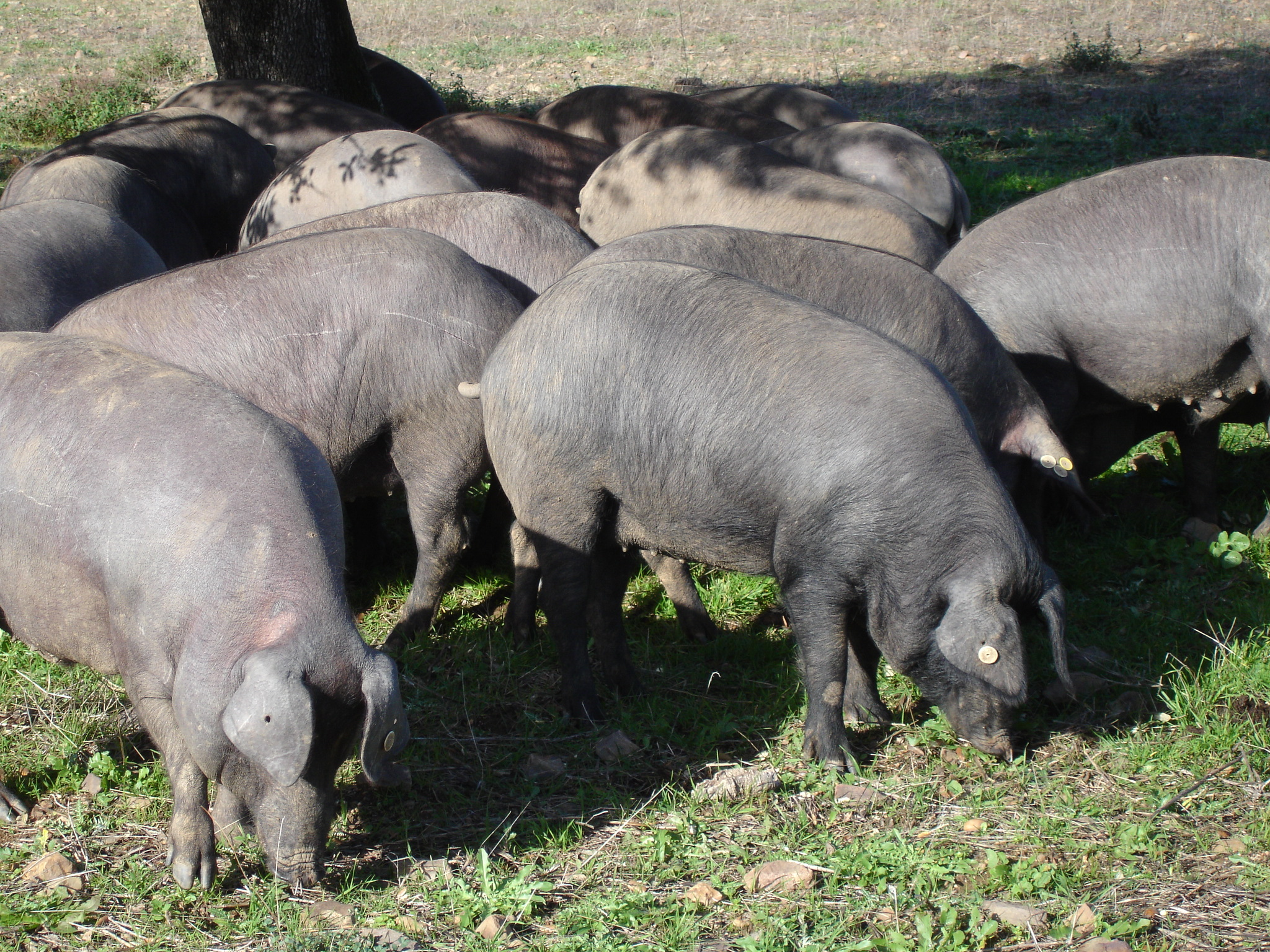
イベリコ豚

イベリコ豚（イベリコぶた、スペイン語: Cerdo Ibérico イベリア豚の意）は、食用に飼育される豚のひとつである。
品種としては、イベリア種100%純血、もしくはイベリア種とデュロック種を交配させた豚（イベリア種50%以上）のうち、スペイン政府が認証したものをイベリコ豚と言う。
地中海地方に起源を持ち、主にイベリア半島の中央部から南部、スペイン西部からポルトガル東部にかけてみられる。黒い脚と爪をもつ傾向があることから、スペイン語では「黒い脚（pata negra）」とも表現される。
「どんぐりを食べて育った豚」と紹介されることもあるが、イベリコ豚とは血統のことである。ドングリを食べて育った最高級のイベリコ豚（全体の10パーセントほど）は「ベジョータ（bellota＝スペイン語で「どんぐり」）」と呼ばれ、どんぐり以外の普通の飼料を食べて育ったものは「セボ」と呼ばれる。

## 概要
肉質が良く脂身はさらりとして甘味があるのが特色。脂身には餌である樫の実由来のオレイン酸を多く含む。この特色は餌や飼育法に拠るところが大きく品種的な特徴ではない。
脂肪分はいわゆる霜降り状に付いているがこの特色は飼育法と品種的な特徴の両方から成る。
日本においては、主にイベリコ豚のハム（ハモン・イベリコ）が輸入されていたが、1990年代後半にヨーロッパでの豚熱流行と2001年にスペインで豚熱が発見されたことから、2001年には日本へのハモン・イベリコを含む豚肉全般の輸入が禁止された。翌2002年には輸入は解禁されたが、ハモン・イベリコは熟成に24か月以上を要するため、実際にハモン・イベリコの輸入が再開されたのは2004年になってからであった。また、この間にハモン・イベリコの熟成を待てない輸入業者が生肉を調理用として日本に持ち込みソテーしてみたところ、味の良さが評判となり、日本でのイベリコ豚の調理が広まった。

## 飼育法
イベリコ種でも、通常と同じく穀物主体で育てられるものもおり、セボと呼ばれる。ドングリ（セイヨウヒイラギガシ、コルクガシの実、楢の実）を食べて育ったイベリコ豚がイベリコ・ベジョータである。
イベリコ・ベジョータは特別な飼育法で育てられる。最大の特徴は放牧を行うことである。
放牧する事により筋肉に変化がおき、赤身が強く乳酸率が高くなり、熟成する事で脂肪との親和性が高くなり、味わいのバランスが良くなると云われる。
哺乳期間
誕生から2か月までは母豚からの哺乳により飼育される。餌となる樫の木の実がなる時期との兼ね合いで、7・8月に生まれた豚がイベリコ・ベジョータの候補である。
予備飼育
離乳から体重が80kg前後になるまでの期間。
肥育期間
モンタネーラ(montanera)と呼ばれる放牧期間。
一般的には樫の実が着く10月から始まり、翌年2月・3月まで続く。この間、イベリコ豚は自分で樫の実（セイヨウヒイラギガシとコルクガシ）、牧草、球根植物、植物の根を食べる。放牧が適度な運動になることによって脂肪分が筋肉の筋線維、筋原線維の周辺に付き、いわゆる霜降り状になる。
この時期木の根を掘り起こさないように鼻輪をつける。こうすることで土を掘ろうとすると鼻輪がずれて痛くなるため豚は土を掘らなくなる。

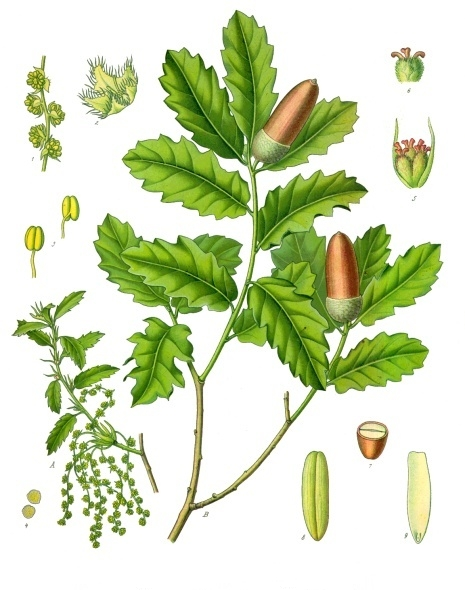
オーク（ナラ）の葉と実 Gall Oak
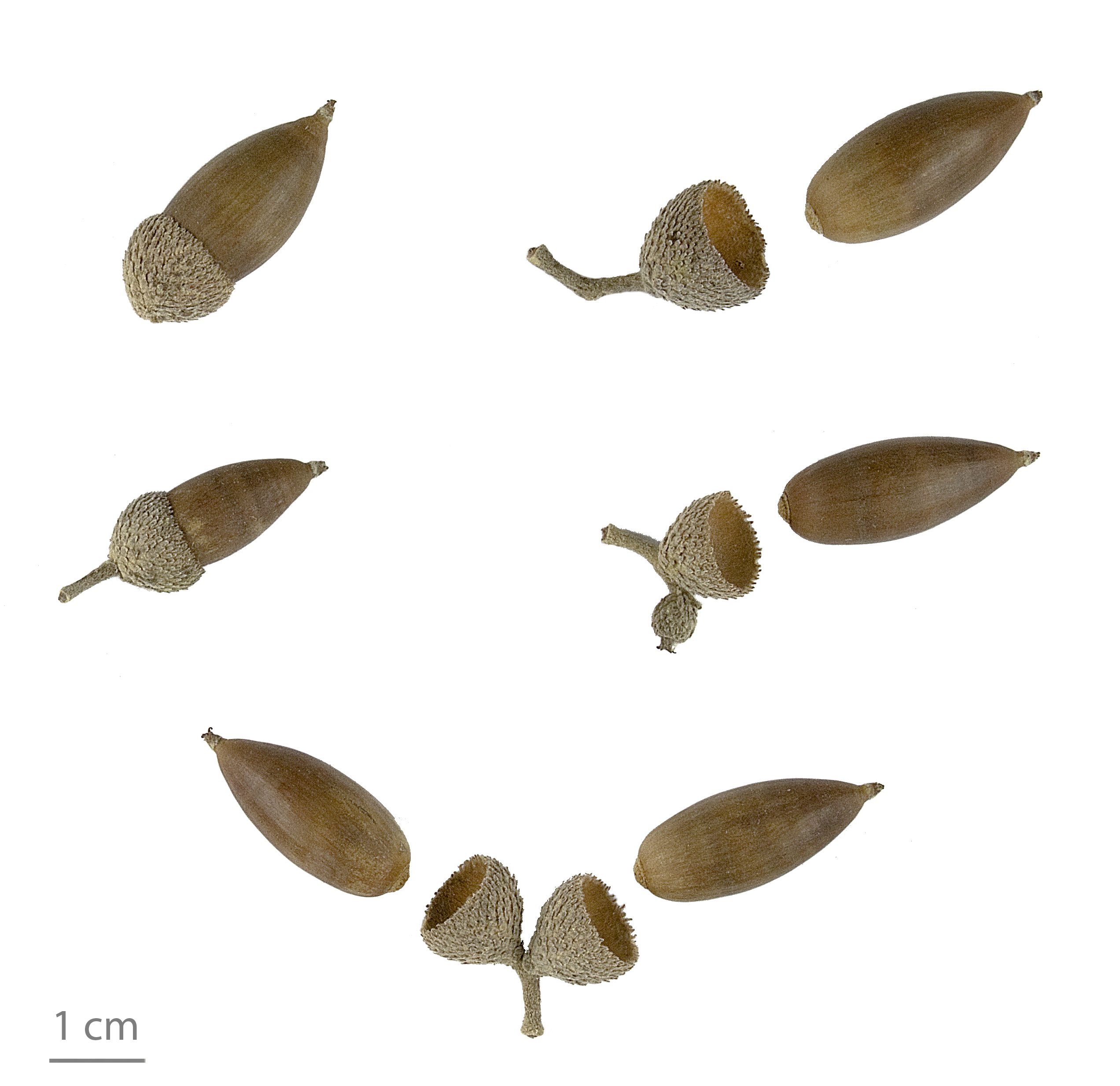
オーク（ナラ）の実 Holm Oak

## ランキング
与えられた飼料、血統、モンタネーラ環境や増加体重によってイベリコ豚はランク付けされる。2014年1月10日のレアル・デクレト第4号でこれまでのものから変更されたが、生ハムについては熟成期間が到達していないため、2016年4月現在、新ランキング表記ではほとんど流通していない。

### 旧ランキング
モンタネーラ後の肉質や増加体重によってイベリコ豚はランク付けされる。
デ・ベジョータ(De Bellota)
放牧期間前と比較して、50%以上の体重増があり、肉質がベジョータの基準をクリアしたもの。
デ・レセボ(De Recebo)
肉質がベジョータの基準をクリアできなかったものや、体重増が50%未満であり、モンタネーラ後も引き続き自然餌を加えた人工飼料を与え、体重を増加させたもの。レセボはスペイン語で「補充」の意味。
デ・セボ・デ・カンポ(De Cebo de Campo)
放牧など屋外飼育だが穀物飼料を餌とする。2007年11月に制定されたランク。カンポはスペイン語で「野原」や「畑」を意味する語で屋外飼育を意味する。
デ・セボ(De Cebo)
穀物飼料だけで肥育されたもの。セボとは飼料という意味。ピエンソ(pienso)とも呼ばれる。ピエンソはスペイン語で「飼料」の意味。

### 新ランキング

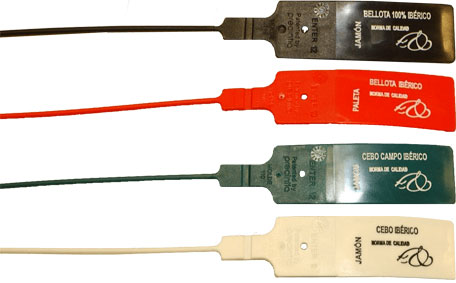
ハモン・イベリコの品質表示タグ

旧ランキングにあったデ・レセボは廃止され、以降の製品への使用が禁止されている。特に生ハムの場合は、消費者の混乱を防ぐためにイベリコの名を最後に付与し(例えば「ハモン・デ・ベジョータ・イベリコ」)、血統と肥育方法により4色のタグで分類を表示する。
デ・ベジョータ(De Bellota)
10月1日から12月15日の間に放牧を開始し、その内の最低60日間はドングリの木が植えられた放牧地でドングリまたは自生植物のみで穀物飼料を与えずに放牧肥育する。放牧終了時に開始前と比較して46kg以上の体重増があり、屠畜時月齢14か月以上のもの。生ハムの場合はこの内100％のイベリコ血統のものは黒いタグ付けとし、その他のもの(50％または75％がイベリコ血統)のものは赤いタグ付けとする。
デ・セボ・デ・カンポ(De Cebo de Campo)
最低60日間は放牧でドングリまたは自生植物、穀物飼料を与えて肥育し、屠畜時月齢12か月以上のもの。イベリコ血統50％以上。生ハムの場合は緑のタグ付けとする。カンポはスペイン語で「野原」や「畑」を意味する語で屋外飼育を意味する。
デ・セボ(De Cebo)
穀物飼料だけで肥育された屠畜時月齢10か月以上のもの。イベリコ血統50％以上。生ハムの場合は白いタグ付けとする。セボとは飼料という意味。
市場には混血が多く、生ハムにおいては75%以上のイベリコ血統で、生肉については50%以上のイベリコ血統でイベリコを名乗る事が許されている。
純血では、サンチェス・ロメロ・カルバハル社(Sánchez Romero Carvajal)の「5J」(シンコ・ホタスと読む)が有名で、5Jは歴史的に純血思想が強いスペイン王室で唯一王室御用達で知られる。
上記は全てブロックになった状態での産地特定が困難なことからインボイスによる管理によって、その産地、品質を証明している。